# 城关镇 (隆德县)
城关镇，是中华人民共和国宁夏回族自治区固原市隆德县下辖的一个乡镇级行政单位。

## 行政区划
城关镇下辖以下地区：
西苑社区、隆观社区、东观社区、隆泉社区、竹林村、红崖村、峰台村、咀头村、南河村、三合村、邓山村、星火村、杨店村和吴山村。

## 中国传统村落
2012年，红崖村一组被评为首批“中国传统村落”。